# جغرافيا جامايكا

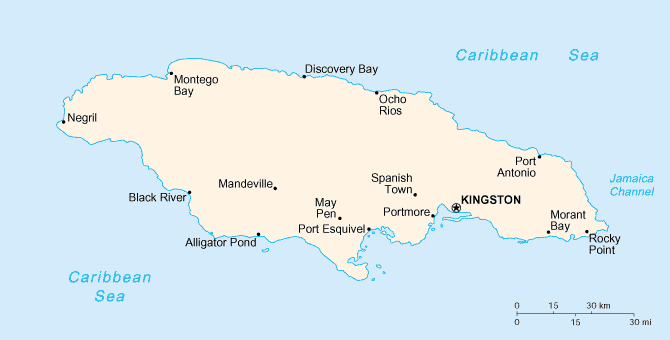
خريطة جامايكا.

جغرافيا جامايكا تتكون من الجبال في المناطق الداخلية، وتقع جميع المدن الرئيسية على الساحل. المدن الرئيسية هي كينغستون ،عاصمة ،ومونتيغو باي ،وتسمى السلاسل الجبلية الجامايكية الجبال الزرقاء.

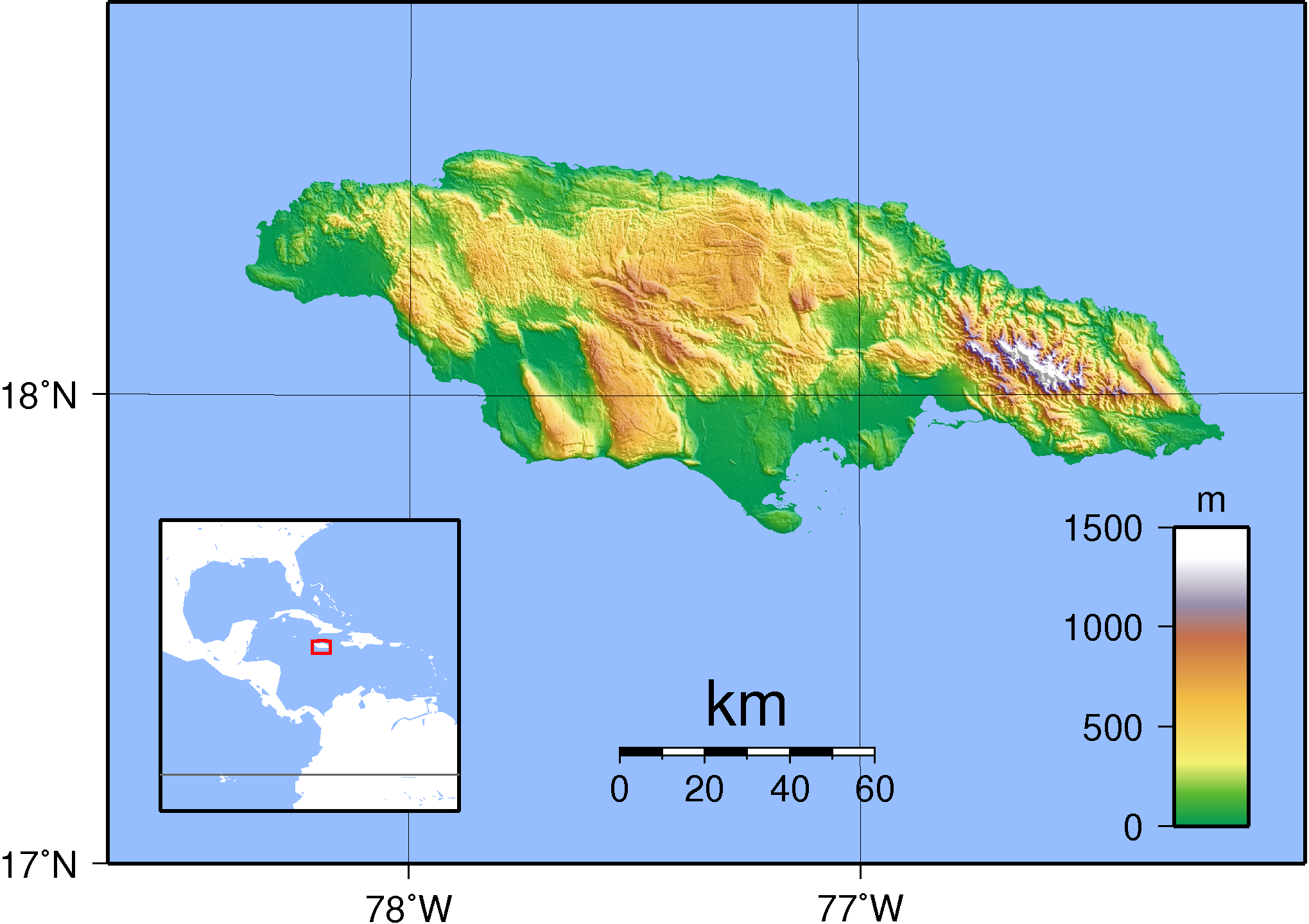
خريطو جامايكا الطبوغرافية.

تقع جامايكا جنوب كوبا وغرب هايتي. وتبلغ مساحتها 10,911 كم2 ،جامايكا هي أكبر جزيرة من الكومنولث في الكاريبي وثالث أكبر من جزر الأنتيل الكبرى ،بعد كوبا وهيسبانيولا.
وتقع العديد من الجزر الصغيرة على طول الساحل الجنوبي لجامايكا، مثل بورت رويال كايز. ويقع جنوب غرب بر جامايكا الرئيسي بيدرو بانك.